# St. Francis River
St. Francis River er en flod som løber parallelt med, og ud i Mississippifloden gennem delstaterne Missouri og Mississippi i USA, og munder ud sydvest for storbyen Memphis, Tennessee. Hele flodsystemet er ca. 686 km langt, og starter i et granitstensområde oppe i Ozark Mountains i den sydøstlige del af Missouri. Floden løber friskt øverst men bliver rolig og lavvandet i Mississippi, hvor den aflejrer sedimenter og lössmasser.
Et støre område i flodsystemet, omkring bifloderne Castor og Whitewater, er i moderne tid blevet ledt bort og har fået eget udløb i Mississippi (det græønne område på kortet). Flodens totale afvandingsområde er 19.554 km².